# Чёрный Ключ (Белорецкий район)
Чёрный Ключ (баш. Ҡара Асҡыс) — село в Белорецком районе Башкортостана России. Входит в состав Николаевского сельсовета.

## Географическое положение
Расстояние до:
- районного центра (Белорецк): 46 км,
- центра сельсовета (Николаевка): 18 км,
- ближайшей ж.-д. станции (Белорецк): 51 км.

## История
До 17 декабря 2004 года село входило в состав Тирлянского сельсовета.

## Население
| 2002 | 2009 | 2010 |
| ---- | ---- | ---- |
| 30   | ↗33  | ↘29  |